# Карпо Сергій Едуардович
Сергі́й Едуа́рдович Карпо (нар. 24 червня 1995 — 13 лютого 2015) — український військовик, молодший сержант Міністерства внутрішніх справ України, учасник Війни на сході України. Кавалер ордена «За мужність».

## Життєпис
У часі війни — молодший сержант міліції, боєць батальйону патрульної служби міліції особливого призначення «Артемівськ».
Загинув 13 лютого 2015-го в бою за Дебальцеве: підрозділ потрапив у засідку під час проведення розвідки при виконанні завдання з вивезення поранених 40–ї бригади з села Октябрське, був поранений, і його намагалися вивезти на бронетранспортері, який обстріляли терористи. Тоді ж загинули Віктор Лаговський та Дмитро Стрєлець.
Перебував у списку зниклих безвісти, похований 3 квітня 2015-го в місті Дніпро на Краснопільському цвинтарі як тимчасово невстановлений вояк, ділянка № 79. Ідентифікований за експертизою ДНК, визнаний слідчими органами загиблим, про це складено відповідну постанову.

## Нагороди та вшанування
- Указом Президента України № 42/2018 від 26 лютого 2018 року — орденом «За мужність» III ступеня (посмертно)[4]
- Нашивка з бронежилету у вигляді синьо-жовтого прапора, який був залитий кров'ю Сергія Карпо і через це став червоно-чорним — саме ця нашивка стала символом збройного спротиву російській агресії: https://twitter.com/vital_ovchar/status/1562022582756450304